# Potemkintrappan
Potemkintrappan (ukrainska: Потьо́мкінські схо́ди, Pot'jómkins'ki schódy, ryska:
Потёмкинская ле́стница, Potiómkinskaja léstnitsa), är en stor fritrappa i Odessa, Ukraina. Trappan anses vara en formell entré till staden från havssidan, och är det mest kända landmärket i Odessa.
Trappan var ursprungligen känd som Boulevardtrappan, Giganttrappan och Richelieutrappan.

## Utformning
Det översta trappsteget är 12,5 meter brett, och det nedersta trappsteget är 21,7 meter. Trappan är 27 meter hög, och sträcker sig 142 meter, men ger en illusion av att vara längre. Trappan designades som en optisk illusion. En person som tittar ner från trappan ser bara de sammanbindande plattformarna mellan trappetapperna, och trappstegen är osynliga, men en person som tittar upp ser bara trappstegen, och plattformarna är osynliga. En annan illusion är trappans utformning med bredare trappsteg längre ner, vilket skapar ett falskt perspektiv. Att se uppför trappan gör att den ser längre ut än vad den är, och att se nedför gör att den ser kortare ut.

## Historia

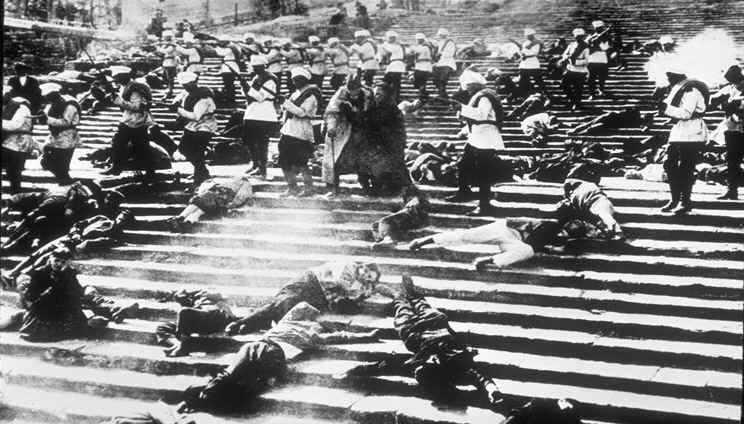
Stillbild från massakern på "Odessatrappan" i filmen Pansarkryssaren Potemkin (1925).

Trappan byggdes 1836-1841 för att underlätta att ta sig från högt belägna Odessa till hamnen. 
Trappan blev känd i Sergej Eisensteins film Pansarkryssaren Potemkin (1925). I filmen skildras en massaker av tsarstyrkor som äger rum på trappan. Någon massaker ägde i verkligheten aldrig rum men ändå byttes 1955 namnet Primorskijtrappan ut till Potemkintrappan för att ära 50-årsjubileet av myteriet ombord på det tsarryska örlogsfartyget Potemkin under Ryska revolutionen 1905. Efter Ukrainas självständighet fick Potemkintrappan, tillsammans med många andra gator i Odessa, tillbaka sitt ursprungliga namn, Primorskijtrappan. De flesta odessaborna använder fortfarande trappans sovjetiska namn.